# Terrell Owens
Terrell Eldorado Owens (Alexander City, Alabama. 7 de diciembre de 1973) más conocido como T.O. por sus iniciales, es un receptor abierto retirado de la NFL . Ha sido jugador de: San Francisco 49ers (1996-2003), Philadelphia Eagles (2004-2005), Dallas Cowboys (2006 - 2008), Buffalo Bills (2009), Cincinnati Bengals (2010), Allen Wranglers (2012) y Seattle Seahawks (2012). Es conocido por su buen juego, pero también por las incontables infracciones que cometió durante su carrera.

## Biografía

### Infancia y juventud
Terrell Eldorado Owens nació el 7 de diciembre de 1973 en la pequeña ciudad de Alexander City en el centro del estado de Alabama. Hijo de Marylin Heard (17) y J.P Russell, tiene una hermana (Latasha).

## Universidad
Estudió y se formó en la Universidad de Chatannooga, donde jugó en el equipo de la universidad.

## NFL

### San Francisco 49ers
Gracias a su gran altura, velocidad y habilidad demostrada en la universidad, Owens fue drafteado por los San Francisco 49ers en la tercera ronda del draft de 1996, con la selección número 89. Terrell jugó su primer partido contra los Atlanta Falcons, pero en equipos especiales.
En la temporada de 1997, Owens tuvo la oportunidad de disputar muchos minutos cuando Jerry Rice se lesionó de gravedad la rodilla, sufriendo una rotura del ligamento cruzado anterior. Junto con el quarterback Steve Young ayudó a San Francisco a ganar 13 partidos esa temporada. En el partido de Wild-card, se le escaparon varios balones a Owens, pero se resarció, consiguiendo atrapar el touchdown ganador del partido contra los Green Bay Packers, sellando así la remontada, para un resultado final de 30-27.
La siguiente temporada (1999) fue un desastre para los 49ers, al acabar la temporada con un récord de 4-12. 
Young se retiró tras la temporada de 1999, al no pasar los tests médicos que se le realizaron debido a una conmoción cerebral sufrida durante la temporada. Esto obligó a que Jeff García fuera nombrado el quarterback titular. 
En el 2000 los 49ers solo lograron ganar 6 partidos. Sin embargo, para Owens fue una buena temporada, consiguiendo el récord de más recepciones en un partido con 20, logrado el 17 de diciembre en un encuentro contra Chicago Bears, en el que Terrell aparte de las 20 recepciones logró 283 yardas. El anterior dueño del récord era Tom Fears, con 18 recepciones.
San Francisco se recuperó al año siguiente con un récord de 12-4, pero fueron superados por los Green Bay Packers en el partido de wild-card. El éxito del equipo se vio enturbiado por las disputas de Owens con García y el entrenador Steve Mariucci.
Durante la temporada siguiente Owens dejó las disputas a un lado. Ese año ganaron la división NFC oeste y lograron la ventaja de campo para el partido contra New York Giants. En ese partido los 49ers consiguieron la segunda remontada más grande de la historia de los playoffs de la NFL, remontando un déficit de 24 puntos (14-38), ganando finalmente 39-38, gracias a grandes actuaciones de García y Owens. Aunque el equipo perdió en el siguiente partido contra el futuro ganador de la Super Bowl de ese año (Tampa Bay Buccaneers), la temporada fue positiva. Aun así, los 49ers despidieron a Mariucci.
Tras la temporada 2003, donde San Francisco volvió a tener un récord negativo de 7-9, Owens decidió dejar el equipo. Tras rescindir todos sus vínculos a los 49ers, Owens apareció en una entrevista para la revista Playboy, donde insinuó que García era homosexual.
A pesar de que T.O. estaba ansioso por dejar los 49ers, éstos afirmaron que el entonces agente de Owens (David Joseph), se pasó de la fecha para poder anular los últimos años de contrato con San Francisco. La asociación de jugadores (NFLPA) y Owens trataron de rebatir esta decisión, alegando que la fecha límite referida por San Francisco no era aplicable. El 4 de marzo de 2004 los 49ers pensando que todavía mantenían los derechos de Owens, trataron de traspasarle a los Baltimore Ravens a cambio de una segunda ronda en el draft. Sin embargo, Owens asumiendo que se había convertido en agente libre el 3 de marzo, empezó a negociar con otros equipos, alcanzando un acuerdo con los Philadelphia Eagles. 
Antes de que un árbitro tomara una decisión en la disputa, la NFL y los tres equipos implicados alcanzaron un acuerdo el 16 de marzo. Los Ravens recuperaron su segunda ronda, y los 49ers recibieron de manos de los Eagles una quinta ronda condicionada y a Brandon Whiting (defensive end), a cambio de la cesión de los derechos de Owens. El contrato de Owens con los Eagles fue de 49 millones de dólares por siete años, incluido un bonus de 10 millones al firmarlo.
En septiembre del 2004, Owens publicó su autobiografía: Catch This! Going Deep with the NFL's Sharpest Weapon. El libro fue escrito por Stephen Singular.

### Philadelphia Eagles
La temporada 2004 comenzó muy bien para los Eagles, venciendo en sus 7 primeros encuentros, y en 13 de los 14 primeros. También lo fue para Owens, que promedió un touchdown por partido, antes de su lesión. En esta temporada amasó gran popularidad en la liga, especialmente entre los aficionados de Philadelphia. El 19 de diciembre se produjo un esguince de tobillo y se fracturó el peroné, cuando Roy Williams (SS de los Dallas Cowboys) le placó con la técnica del horse-collar, antes de que esta fuera ilegal. La lesión de Owens fue una de las principales razones por lo que prohibieron este tipo de placajes. Con los Eagles camino al Super Bowl XXXIX, anunció en los medios de comunicación que jugaría ocurriese lo que ocurriese, incluso cuando los doctores afirmaron que su lesión debería tener más semanas de reposo. El entrenador personal de Owens, James Buddy Primm ayudó a devolver a Owens a los terrenos de juego mucho antes, con el uso de una cámara hiperbárica y con microcurrent. Owens consiguió acallar a los escépticos con un buen partido, consiguiendo 9 recepciones para 122 yardas. A pesar de su esfuerzo los Eagles perdieron la final contra los New England Patriots. Tras el partido Owens criticó a los medios, afirmando que un jugador como Brett Favre hubiera sido reconocido por jugar a pesar de la lesión, y que a él solo le llovieron críticas.
En abril de 2005, anunció que había contratado a un nuevo agente, Drew Rosenhaus, e indicó que deseaba renegociar su contrato con los Eagles. En el 2004, su salario era de 9 millones de dólares, siendo la mayoría en forma de bonus, ya que su salario base era de tan solo 660.000 dólares, y estaba previsto que en el 2005 cobrara 3,5 millones. Esos dos años en conjunto no conseguían hacer de Owens uno de los 10 receptores mejor pagados. También creó gran controversia cuando afirmó que él no era el que estaba cansado en la Super Bowl. Se piensa que la afirmación estaba dirigida a Donovan McNabb. Owens siempre ha negado que fueran declaraciones contra McNabb, sino a su obsesiva dieta y programas de entrenamiento. El 1 de julio las relaciones con los Eagles se tensaron aún más, cuando el propietario Jeffrey Lurie y el presidente del club Joe Banner negaron a Owens permiso para jugar a baloncesto en una liga de verano dirigida por los Sacramento Kings de la NBA.
La tensión causada por las negociaciones del nuevo contrato aumentaron ante la llegada del training camp. Owens y su agente se reunieron con el entrenador Andy Reid y con Joe Banner, pero no alcanzaron ningún acuerdo (Esta actuación estaba en la línea de la política de los Eagles en contra de las renegociaciones de contrato). Owens amenazó con mantenerse fuera del training camp hasta que se llegara a un acuerdo, pero finalmente acudió. Cuando la temporada 2005 comenzó, se encontraba en el segundo año de un contrato de 7 por 49 millones de dólares. La prensa atacó en varias ocasiones a Owens por querer buscar más dinero, alegando que era codicioso. Sin embargo, el dinero garantizado estaba por debajo de la media para un receptor de su nivel.
Durante la temporada, Owens continuó mostrando su desagrado. Tras varios comentarios más sobre la dirección de los Eagles y sobre McNabb, fue suspendido 4 partidos sin sueldo y fue desactivado para el resto de la temporada. La siguiente temporada, Owens fue cortado por los Eagles y firmó con los Dallas Cowboys.

### Dallas Cowboys
Terrell Owens llegó al equipo de América en la campaña del 2006, tras su polémico paso por Philadelphia y su mala relación con Donovan McNabb. En su primer año se convirtió directamente en el receptor principal de los Cowboys. En su segundo año T.O volvió a ser líder de recepciones de los Cowboys y logró ingresar en la Pro Bowl.
En marzo de 2009 se hizo oficial la salida de Owens del equipo de Dallas debido a bajo rendimiento y comportamiento conflictivo.

### Buffalo Bills
El 7 de marzo de 2009 Terrel Owens firmó un contrato por un año y 6.5 millones de dólares con los Bills de Buffalo.

### Cincinnati Bengals
En agosto de 2010 firmó un contrato con los Cincinnati Bengals.